# Capricorn Highway

La Capricorn Highway () est une route longue de 577 km, de direction est-ouest, située dans le centre de l'état du Queensland en Australie. Elle relie la ville de Rockhampton à l'ouest du Queensland. Elle rejoint la Landsborough Highway à Barcaldine. Autrefois dénommée National Route 66 elle est maintenant désignée comme A4. La route est parallèle au tropique du Capricorne, d'où son nom.
Les principales localités situées le long de la route comprennent (d'est en ouest): Gracemere, Westwood, Duaringa, Dingo, Blackwater, Emerald, Bogantungan, Alpha et Dingo.
Orientée sensiblement est-ouest, la route traverse la région connue sous le nom de Central Highlands et traverse la Cordillère australienne entre Alpha et Jéricho.

## Galerie

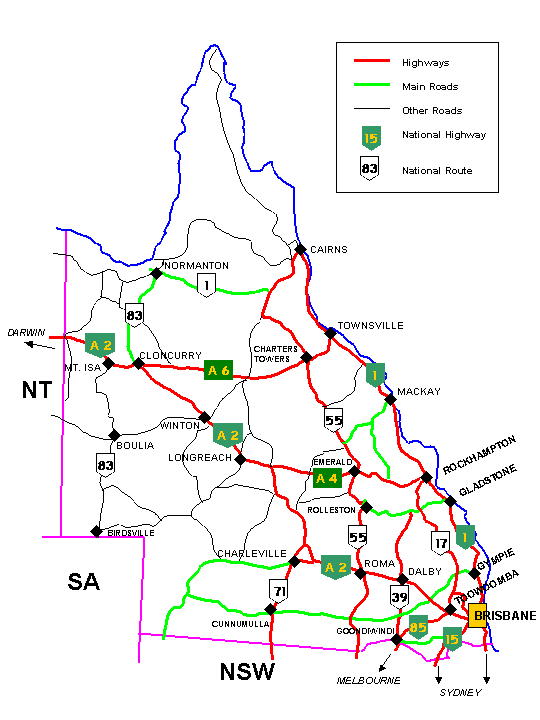